# Omkar

de onderdelen van Omkar

Omkar (Sanskriet) is een symbool dat verschillende uitvoeringen kent, waarvan de Hindoeïstische variant het bekendst is. De meeste mensen kennen het symbool als Om, dat een mystieke of heilige lettergreep is in de Dharmische religies.  
- De mantra heet Om (AUM).
- Het symbool heet Omkar.

## Onderdelen
Omkar is opgebouwd uit vijf onderdelen:
1. Het stadium van menselijk bewustzijn staat voor het ontwaken op aards of materieel niveau. Dit staat symbolisch voor de deelmantra A in AUM.
2. Het stadium van diep-slaap-bewustzijn ofwel de ondefinieerbare eenheid-der-dingen. Dit staat symbolisch voor de deelmantra M in AUM.
3. Het stadium van droom-bewustzijn (denken, voelen, wensen, willen). Dit staat symbolisch voor de deelmantra U in AUM.
4. Het stadium van absoluut bewustzijn in al zijn facetten.
5. De kroon, het stadium van absolute overgave.

Devanagari
variant 1
variant 2
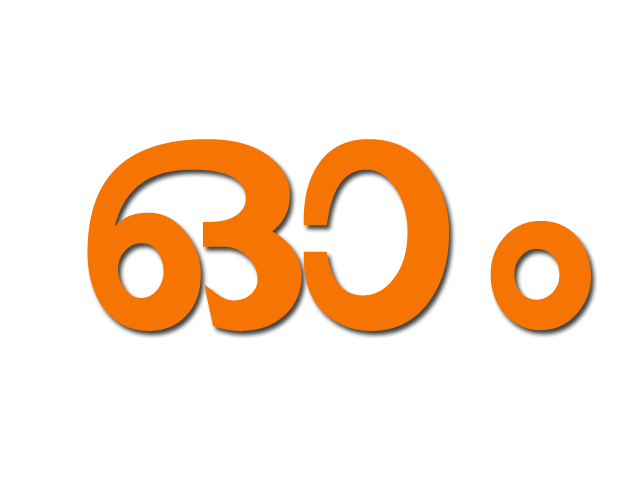
variant 3
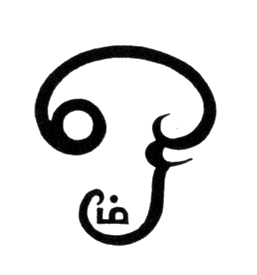
Tamil
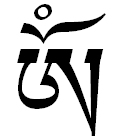
Tibetaans

In Unicode wordt Omkar in Devanagari weergegeven als ॐ, U+0950